# Bathymunida quadratirostrata
Bathymunida quadratirostrata is een tienpotigensoort uit de familie van de Munididae. De wetenschappelijke naam van de soort is voor het eerst geldig gepubliceerd in 1939 door Melin.